# Demokratické hnutí za změnu
Demokratické hnutí za změnu (hebrejsky תנועה דמוקרטית לשינוי‎, Tnu'a demokratit le-šinuj), běžně známé pod svým hebrejským akronymem Daš (hebrejsky ד״ש‎) byla krátce existující úspěšná centristická izraelská politická strana. Byla založena roku 1976 řadou známých nepoliticky angažovaných osobností a po počátečním úspěchu po méně než dvou letech zanikla.

## Historické pozadí
Strana byla založena 2. listopadu 1976 sloučením několika liberálních hnutí (včetně Šinuj) a při jejím vzniku stála řada veřejných osobností, jako byli Jigael Jadin, Amnon Rubinstein, Šmu'el Tamir, Me'ir Amit, Me'ir Zorea a další obchodníci, akademici, ale i někteří izraelští Arabové.
Vznik strany byl vyústěním rostoucí nespokojenosti s hlavními politickými stranami, a to především s vládnoucí stranou Ma'arach, která, včetně svých předchůdců, stála v čele Izraele od jeho vzniku v roce 1948. Kromě jomkipurské války, která se značně podepsala na morálce národa, čelila strana Ma'arach v polovině 70. let řadě skandálů. Patřily mezi ně například:
- Sebevraždě ministra bydlení Avrahama Ofera poté, co začal být vyšetřován policií pro podezření ze zneužívání stranických fondů.
- Odsouzení Ašera Jadlina, designovaného guvernéra Izraelské banky, k pěti letům odnětí svobody za přijímání úplatků (tzv. Jadlinova aféra).
- Odsouzení Ley Rabinové, manželky premiéra Jicchaka Rabina, za vlastnictví zahraničního finančního konta v cizí měně (v té době ilegální).

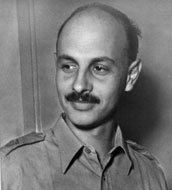
Jigael Jadin byl předsedou a duchovním otcem strany.

Původně se strana jmenovala Demokraté-Šinuj (hebrejsky דמוקרטים-שינוי‎, Demokratim-Šinuj), avšak zakrátko byla přejmenována na Demokratické hnutí za změnu, a stejně jako u řady jiných izraelských politických stran, se mezi veřejností ujal její akronym – Daš. Nově vzniklá strana zaujala veřejnost a během několika týdnů od svého založení měla již více než 37 tisíc členů. Strana byla v Izraeli průkopníkem využití primárních voleb (primárek) k sestavení kandidátní listiny strany, což mělo poukázat na demokratičnost strany a zabránit využívání styků k zařazení do kandidátní listiny. V té době byly kandidátní listiny sestavovány stranickými sekretariáty, avšak od konce 70. let již prakticky všechny strany (s výjimkou ultraortodoxních jako je Šas či Sjednocený judaismus Tóry) následovaly příklad Daše a zavedly systém vnitrostranických primárních voleb.
Ve svém prvním volebním klání ve volbách v roce 1977 si strana vedla překvapivě dobře a získala 15 ze 120 poslaneckých mandátů v Knesetu. Díky tomuto zisku se stala třetí největší parlamentní stranou. Ve volbách v roce 1977 přelomově uspěla pravice v podobě Likudu premiéra Menachema Begina, následovaná Ma'arachem Jicchaka Rabina. Begin po volbách vytvořil pravicovou vládu s těsnou parlamentní většinou, kterou kromě Likudu tvořily strany Šlomcijon (strana Ariela Šarona), Národní náboženská strana a Agudat Jisra'el.
Pět měsíců po zahájení funkčního období Knesetu byl Daš v listopadu 1977 přizván do vlády. Strana se vstupem souhlasila a získala tak několik ministerských portfolií: Me'ir Amit se stal ministrem dopravy a ministrem komunikací, Šmu'el Tamir se stal ministrem spravedlnosti a Jigael Jadin byl jmenován místopředsedou vlády.
Strana však nedokázala nalézt kontrolu nad rovnováhou sil a začaly se množit vnitřní rozpory. To vedlo k postupné dezintegraci a následnému rozpadu na tři samostatné subjekty. Dne 14. září 1978 stranu opustilo sedm poslanců, aby zreformovali Šinuj, dalších sedm založilo stranu Tnu'a demokratit (Demokratické hnutí) a Asaf Jaguri založil stranu Ja'ad. Strany Šinuj a Ja'ad nakonec opustili vládní koalici, zatímco Demokratické hnutí ve vládě setrvalo.
Ani nově vzniklé strany však neměly dlouhého trvání, a tak se postupně začalo rozpadat i Demokratické hnutí. V roce 1980 jej opustili tři z jeho sedmi členů, aby založili stranu Achva a kromě nich též Mordechaj Elgrably, který zůstal nezařazeným poslancem. Čtyři měsíce před volbami v roce 1981 se hnutí rozpadlo úplně a Tamir, Jadin a Binjamin Halevy zůstali po zbytek funkčního období Knesetu nezařazenými poslanci. Tamir přišel v roce 1980 o svůj ministerský post, třeba že Jadin i nadále zůstal místopředsedou vlády. Nakonec se rozpadla i strana Achva, kterou před koncem funkčního období Knesetu opustili dva z jejích tří poslanců. K dalším změnám došlo, když dva poslanci Šinuj přešli k Ma'arachu.

## Situace poté
Jedinou stranou, která na izraelské politické scéně stanula delší dobu byla Šinuj, která jako jediná z nástupnických stran Daš kandidovala ve volbách v roce 1981. V roce 1992 se nakonec spojila se stranami Mapam a Rac, čímž vznikl Merec. Strana však nakonec během 14. Knesetu se v polovině 90. let pod vedením Avrahama Poraze z této strany vystoupila.
Šinuj nakonec postihl stejný osud jako její někdejší mateřskou stranu Daš. Ve volbách v roce 2003 zaznamenala mimořádný zisk patnácti mandátů (oproti šesti v předchozích volbách), čímž se stala třetí nejsilnější stranou po Likudu a Straně práce. Stala se součástí koaliční vlády Ariela Šarona, kterou nakonec koncem roku 2005 opustila pro neshody v otázce státního rozpočtu. Před volbami v roce 2006 se strana rozpadla ve tři uskupení poté, co většina jejích stávajících poslanců neuspěla v primárních volbách strany. Žádné ze zmíněných tří uskupení však ve volbách neuspělo.

## Členové Knesetu
| Kneset (počet poslanců) | členové Knesetu |
| ----------------------- | --- |
| 9. (15)                 | Me'ir Amit, Šafik As'ad, Zejdan Ataši, Mordechaj Elgrably, David Golomb, Binjamin Halevy, Akiva Nof, Amnon Rubinstein, Šmu'el Tamir, Šmu'el Toledano, Mordechaj Viršubski, Stef Wertheimer, Jiga'el Jadin, Asaf Jaguri, Me'ir Zorea (nahradil jej Šlomo Elijahu) |